# Polybromierte Diphenylether

Struktur von polybromierten Diphenylethern; 1 ≤ (m+n) ≤ 10

Polybromierte Diphenylether (PBDE) sind bromhaltige organische Chemikalien, die als Flammschutzmittel in vielen Kunststoffen und Textilien eingesetzt werden bzw. wurden. PBDE unterliegen weitreichenden Herstellungs- und Verwendungsverboten. Die Familie der PBDE besteht aus insgesamt 209 verschiedenen Einzelverbindungen, die auch als Kongenere (PBDE = C12H10−xBrxO (1 ≤ x ≤ 10)) bezeichnet werden.

## Geschichte
Drei verschiedene technische PBDE-Gemische wurden seit über dreißig Jahren hergestellt und in unzähligen Anwendungen eingesetzt. PentaBDE, das Gemisch mit dem geringsten Bromierungsgrad wurde seit den späten 1960er-Jahren verwendet. Über Jahre wurden große Mengen von PBDE eingesetzt, was zu der Bildung eines bedeutenden Lagers in Produkten und auf Deponien geführt hat. Prinzipiell haben Substanzen in solchen Lagern das Potential während des Gebrauchs, aber auch während der Entsorgung der Produkte in die Umwelt zu gelangen. PBDE sind so genannte additive Flammschutzmittel, d. h., sie reagieren während der Herstellung der Kunststoffe nicht mit diesen, sondern werden nur mit dem Polymer vermischt. Weil PBDE nur wenig wasserlöslich sind, einen geringen Dampfdruck aufweisen und angenommen wurde, sie seien in die Polymere fest eingebettet, wurde während der Produktentwicklung die Möglichkeit von Emissionen in die Luft oder ein Auslaugen ins Wasser nicht speziell berücksichtigt.
Erst nachdem die analytischen Methoden verbessert worden waren, konnten die Substanzen in Innenraumluft nachgewiesen werden. Das Ausgasen aus Produkten konnte damit gezeigt werden. Anfang der 1980er-Jahre wurde in der Nähe von industriellen Anwendern PentaBDE in Fisch gefunden. Als man Ende der 1980er-Jahre PBDE auch in Seehunden und Seevögeln aus der Ostseeregion gefunden fand, wurde die großräumige Verteilung der Substanzen deutlich.
Während der 1990er-Jahre lösten die steigenden Konzentrationen von PentaBDE in der Umwelt zunehmend Besorgnis aus, zuerst in Biota, anschließend auch in Humanmilch.
Weitere Fortschritte in der analytischen Methodik ermöglichten die Bestimmung von PentaBDE-Konzentrationen bis in den Spurenbereich. Sowohl in Arbeitern aus der Produktion und dem Recycling von elektrischen und elektronischen Geräten als auch in nicht exponierten Personen wurde PentaBDE gefunden. Als in einer Untersuchung von gelagerten Humanmilchproben festgestellt wurde, dass die Konzentrationen von PentaBDE zwischen 1972 und 1997 einen exponentiellen Anstieg verzeichneten, wurden Maßnahmen verlangt.
Deutschland und Schweden gehörten zu denjenigen Ländern, die früh auf die steigenden Konzentrationen von PentaBDE in Menschen reagierten. Die deutsche Industrie einigte sich auf eine freiwillige Einstellung der Verwendung im Jahr 1986. In Schweden wurde 1999 die Herstellung und die Verwendung verboten.

### Risikobewertung
Alle kommerziellen PBDE-Produkte durchliefen eine ausführliche Risikobewertung im Rahmen der EU-Altstoffverordnung 793/93/EWG. Als Resultat wurden PentaBDE und OctaBDE verboten, da sie sich in der Umwelt anreichern, persistent und toxisch sind. DecaBDE befindet sich als PBT- und vPvB-Stoff auf der Liste der für eine Zulassung in Frage kommenden besonders besorgniserregenden Stoffe und wurde ab dem 2. März 2019 weitreichenden Beschränkungen unterworfen. Alle drei PBDE-Produkte wurden zudem in die Anlage A des Stockholmer Übereinkommens aufgenommen.

### Anwendungsverbote
PentaBDE und OctaBDE wurden im Jahr 2003 mit der europäischen Richtlinie 2003/11/EG wegen der Gefährdung der Umwelt und zum vorbeugenden Schutz gestillter Säuglinge verboten. Stoffe, Zubereitungen und Erzeugnisse mit einem Gehalt von mehr als 0,1 Gewichtsprozent PentaBDE oder OctaBDE dürfen nicht mehr in den Verkehr gebracht oder verwendet werden. Die Chemikalienverbotsverordnung setzte das Verbot zum 30. Juni 2004 in deutsches Recht um. Es bezieht sich auf jegliche Art von Produkten.
Zuvor war bereits durch die europäische Richtlinie 2002/95/EG (RoHS) bestimmt worden, dass ab dem 1. Juli 2006 EU-weit keine Elektro- und Elektronikgeräte mehr in Verkehr gebracht werden dürfen, die mehr als 0,1 Gewichtsprozent PBDE je homogenem Werkstoff enthalten. Diese Richtlinie wurde in Deutschland im Elektro- und Elektronikgerätegesetz (ElektroG vom 16. März 2005) umgesetzt. Später wurde die Substanz DecaBDE von dem Verbot ausgenommen. Zum 1. Juli 2008 wurde diese Ausnahme jedoch wieder aufgehoben.

## Analytischer Nachweis
Der chemisch-analytische Nachweis in Umweltproben, Lebens- und Futtermitteln erfolgt nach geeigneter Probenvorbereitung zur Abtrennung der Matrix und gaschromatographischer Abtrennung von Nebenkomponenten mittels hochauflösender massenspektrometrischer Techniken wie der Flugzeitmassenspektrometrie (Time-Of-Flight-Massenspektrometrie).

## Eigenschaften
PBDE besitzen ein Diphenylether-Grundgerüst (zwei über ein Sauerstoffatom verknüpfte Benzolringe) an dem ein oder mehrere Wasserstoff- durch Bromatome ersetzt sind. Die allgemeine Summenformel lautet somit C12H10−xBrxO. Es gibt viele verschiedene Kongenere und noch weitaus mehr entsprechende Derivate, von denen aber nur wenige in kommerziellen Produkten vorkommen. Die technischen Produkte sind häufig ein Gemisch mehrerer Kongenere. So ist das technische Pentabromdiphenylether ein Gemisch aus 24–38 % Tetra-BDE, 50–60 % Penta-BDE und 4–8 % Hexa-BDE. Die vorherrschenden Kongenere sind BDE-47, BDE-99 und BDE-153. Das technische Octabromdiphenylether besteht aus einem Gemisch von 10–12 % Hexa-BDE, 43–44 % Hepta-BDE, 31–35 % Octa-BDE, 10–11 % Nona-BDE und < 1 % Deca-BDE, wobei das heptabromierte Kongener BDE-183, das vorherrschende Kongener ist.
| PBDE-Homolog           | CAS-Nummer            | Wikidata   | Br-Substituenten | Anzahl Kongenere |
| ---------------------- | --------------------- | ---------- | ---------------- | ---------------- |
| Monobromdiphenylether  | 101-55-3 (4-MBDE)     | Q27146950  | 1                | 3                |
| Dibromdiphenylether    | 2050-47-7 (4,4'-DBDE) | Q27285810  | 2                | 12               |
| Tribromdiphenylether   | 49690-94-0            | Q119129518 | 3                | 24               |
| Tetrabromdiphenylether | 40088-47-9            | Q113487000 | 4                | 42               |
| Pentabromdiphenylether | 32534-81-9            | Q57162340  | 5                | 46               |
| Hexabromdiphenylether  | 36483-60-0            | Q113487098 | 6                | 42               |
| Heptabromdiphenylether | 68928-80-3            | Q113487121 | 7                | 24               |
| Octabromdiphenylether  | 32536-52-0            | Q57083698  | 8                | 12               |
| Nonabromdiphenylether  | 63936-56-1            | Q113493152 | 9                | 3                |
| Decabromdiphenylether  | 1163-19-5             | Q905868    | 10               | 1                |

## Verwendung
Als Flammschutzmittel eingesetzt werden/wurden vor allem drei technische PBDE-Gemische, die sich durch die Anzahl der im Molekül befindlichen Bromatome unterscheiden: PentaBDE, OctaBDE und DecaBDE. Seit 2004 werden PentaBDE und OctaBDE in Europa und Nordamerika nicht mehr produziert. Die eingesetzten PentaBDE- und OctaBDE-Gemische enthalten verschiedene Kongenere, die jeweils vier bis sechs bzw. sechs bis neun Bromatome pro Molekül enthalten. DecaBDE enthält neben der Hauptkomponente – BDE-209 – geringe Anteile von geringer bromierten Derivaten. PentaBDE wurde hauptsächlich dazu verwendet, um Weich- und Hartschaum aus Polyurethan mit Flammschutz auszurüsten. Weichschaum wird für Möbel, Teppichunterlagen und Innenausstattungen von Fahrzeugen verwendet, Hartschaum als Elastomer in Gehäusen. Der Einsatzbereich von OctaBDE waren Thermoplaste, wobei es bei Spritzgussanwendungen wie HIPS häufig verwendet wurde. DecaBDE wurde auch in Textilien verwendet. In den USA wird seit 2012 freiwillig auf die Verwendung von DecaBDE verzichtet. Für einige Anwendungen (z. B. Verkehrswesen, Militär) wurde die Frist um ein Jahr verlängert. 2009 bzw. 2017 wurden die Hauptkomponenten der technischen Gemische in den Anhang A des Stockholmer Übereinkommens aufgenommen, wodurch die weitreichenden Herstellungs- und Verwendungsverboten unterliegen.

## Umweltrelevanz
Die niedriger bromierten PBDE, d. h. PentaBDE und OctaBDE, haben toxischen Charakter und sind möglicherweise karzinogen und hormonaktiv. Generell kann man sagen, dass die Toxizität mit abnehmendem Bromierungsgrad zunimmt. Sie wurden im tierischen Gewebe, sowie in Wasser- und Sedimentproben weit weg von ihrer Entstehungsquelle nachgewiesen, so dass die Besorgnis über ihre globalen Auswirkungen steigt. Die Konzentrationen von Penta- und OctaBDE Bestandteilen in der Umwelt sind stark angestiegen und nähern sich in einigen Regionen der Welt den Konzentrationen von PCB an. Verwendung von Klärschlamm als Dünger in der Landwirtschaft, Recyclingverfahren und Deponierung sind die Haupteintragspfade von PBDE in die Umwelt. Aufgrund verminderter Anwendung dieser Substanzen in Europa seit Mitte der 1990er-Jahre sind die Umweltkonzentrationen in Europa mittlerweile teilweise rückläufig.
Polybromierte Diphenylether sind als „prioritärer gefährlicher Stoff“ in Anhang X der europäischen Richtlinie 2000/60/EG (Wasserrahmenrichtlinie) aufgeführt.